# 14114 Рендірей
14114 Рендірей (14114 Randyray) — астероїд головного поясу, відкритий 17 серпня 1998 року.
Тіссеранів параметр щодо Юпітера — 3,507.